# مجلس أوروبا

العشر أعضاء المؤسسون
دول انضمت في وقت لاحق
مرشحون رسميون
مراقبون في الجمعية البرلمانية
مراقبون في لجنة الوزراء
مراقبون في لجنة الوزراء والجمعية البرلمانية

مجلس أوروبا Council of Europe هو منظمة دولية يتجسد هدفها المعلن في دعم حقوق الإنسان والديمقراطية وسيادة القانون في أوروبا. تأسس المجلس في عام 1949 ويضم 47 دولة مع تعداد سكاني يبلغ حوالي 820 مليون نسمة، ويعمل بميزانية سنوية تبلغ حوالي 500 مليون يورو.
يختلف المجلس عن الاتحاد الأوروبي المؤلف من 27 دولة على الرغم من تشابكه معه في بعض الأحيان، ويرجع ذلك إلى حد ما إلى تبني الاتحاد الأوروبي العلم الأوروبي الأصلي الذي أنشأه مجلس أوروبا في عام 1955 والنشيد الأوروبي أيضًا. لم تنضم أي دولة إلى الاتحاد الأوروبي من دون أن تنتمي أولًا لمجلس أوروبا. يُعَد مجلس أوروبا مراقبًا رسميًّا للأمم المتحدة.
يختلف مجلس أوروبا عن الاتحاد الأوروبي بأنه غير قادر على إصدار قوانين ملزمة، ولكنه يتمتع بسلطة تطبيق الاتفاقيات الدولية المختارة التي توصلت إليها الدول الأوروبية حول مواضيع مختلفة. تُعد المحكمة الأوروبية لحقوق الإنسان الهيئة الأكثر شهرة في مجلس أوروبا والتي تطبق الاتفاقية الأوروبية لحقوق الإنسان.
تتضمن الهيئتان القانونيتان للمجلس لجنة الوزراء، التي تضم وزراء خارجية الدول الأعضاء، والجمعية البرلمانية، التي تتألف من أعضاء البرلمانات الوطنية لهذه الدول، وتُعد مفوضية حقوق الإنسان مؤسسة مستقلة داخل مجلس أوروبا كُلِّفت لتعزيز الوعي بحقوق الإنسان واحترامها في الدول الأعضاء. يرأس الأمين العام أمانة المنظمة، وتشمل هيئات المجلس الأوروبي الرئيسية الأخرى الإدارة الأوروبية لجودة الأدوية والمرصد السمعي البصري الأوروبي.
يقع مجلس أوروبا في ستراسبورغ في فرنسا، وتُعد اللغتان الإنجليزية والفرنسية هما اللغتان الرسميتان. تستخدم لجنة الوزراء والجمعية البرلمانية والكونغرس اللغات الألمانية والإيطالية والروسية في بعض أعمالهم.

## الدول الأعضاء والمراقبون والشركاء
تأسس مجلس أوروبا في 5 مايو عام 1949 من قبل بلجيكا والدنمارك وفرنسا وإيرلندا وإيطاليا ولوكسمبورغ وهولندا والنرويج والسويد والمملكة المتحدة. انضمت اليونان بعد ثلاثة أشهر وأيسلندا وتركيا وألمانيا الغربية في العام التالي. يملك المجلس الآن 47 دولة عضو مع الجبل الأسود الذي انضم في الآخر.
تحدد المادة الرابعة من النظام الأساسي لمجلس أوروبا أن العضوية مفتوحة لأي دولة أوروبية. فُسِّر ذلك بشكل متحرّر منذ البداية عندما قُبِلت عضوية تركيا ليشمل دولًا عابرة للقارات (مثل جورجيا وأذربيجان) ودولًا آسيوية جغرافياً ولكنها أوروبية سياسيًا-اجتماعيًا (مثل أرمينيا وقبرص). انضمت جميع الدول الأوروبية تقريبًا إلى مجلس أوروبا باستثناء روسيا البيضاء وكازاخستان ومدينة الفاتيكان بالإضافة إلى بعض من المناطق مع اعتراف محدود.
وقد انسحبت روسيا من المجلس يوم 25 فبراير 2022 بعد مجموعة من الضغوط التي مارسها باقي أعضاء المجلس عليها كتعليق عضويتها في مختلف هيئات المجلس ما عدا محكمة حقوق الإنسان وهيئتها القضائية نتيجة العملية العسكرية الخاصة بأوكرانيا.

## المميزات

### الامتيازات والحصانات

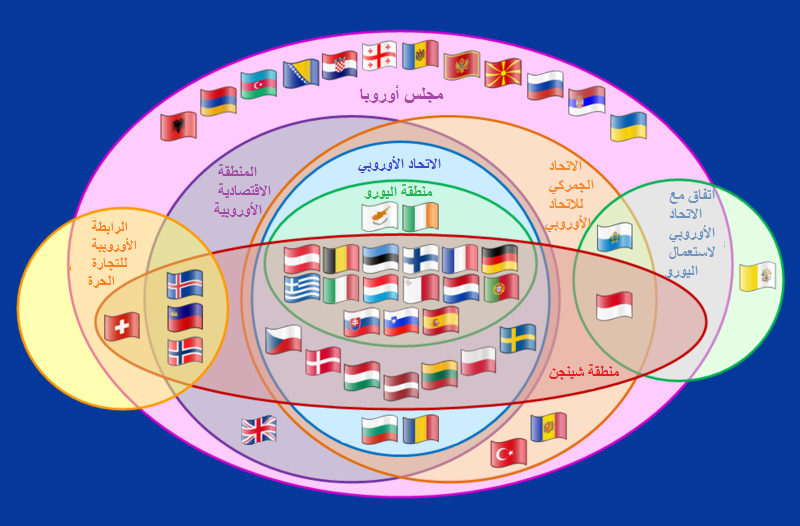

يمنح الاتفاق العام بشأن امتيازات وحصانات مجلس أوروبا المنظمة بعض الامتيازات والحصانات. تخضع ظروف عمل الموظفين للوائح الموظفين العامة في المجلس. تُعفى الرواتب والمكافآت التي يدفعها مجلس أوروبا لموظفيه من الضرائب على أساس المادة 18 من الاتفاق العام بشأن امتيازات وحصانات مجلس أوروبا.

### الرمز والنشيد
شكّل مجلس أوروبا علم الاتحاد الأوروبي الذي يحتوي على 12 نجمة ذهبية مرتبة ضمن دائرة على خلفية زرقاء واستخدمه من عام 1955 كرمز رسمي. لُحِّن النشيد الأوروبي في عام 1972، واستند تلحينه إلى موضوع «قصيدة الفرح» من السيمفونية التاسعة للودفيغ فان بيتهوفن. أطلق مجلس أوروبا على يوم 5 مايو اسم «يوم أوروبا» في الذكرى الخامسة عشرة لتأسيسه في عام 1964.
شُجِّع الاستخدام العام والخاص للعلم الأوروبي لترميز البعد الأوروبي. اعتمد مجلس أوروبا غالبًا على استخدام نسخة معدلة تحتوي على الحرف «إي» الصغير يحيط بالنجوم وأشار إليها باسم «شعار مجلس أوروبا»، وذلك لتجنب الاختلاط مع الاتحاد الأوروبي الذي اعتمد نفس العلم لاحقًا في الثمانينيات وذلك بالإضافة إلى بعض المؤسسات الأوروبية الأخرى.